# Treski (trein)
Treski was een Belgische seizoenstrein naar de Oostenrijkse wintersportgebieden.

## Geschiedenis
De eerste Treski vertrok op 23 december 2005, na een seizoen waarin er voor het eerst geen klassieke skitreinen meer reden vanuit België. Aanvankelijk waren enkel zitplaatsen te boeken. Lig-, en slaaprijtuigen waren niet aanwezig. Met de wekelijkse weekendverbinding poogde men vooral jongeren en prijsbewuste mensen aan te spreken. De trein reed vrijdagavond van Oostende (met stops in onder andere: Brugge, Gent, Brussel, Leuven, Luik, Verviers) naar Kufstein, Wörgl, Jenbach en Innsbruck. Vandaar konden de wintersporters de laatste kilometers per bus voortzetten. Zaterdag keerde de trein terug. Voor de catering onderweg werd beroep gedaan op de firma Railgourmet. Er was aanvankelijk geen restauratierijtuig aan boord.
Treski deed het in zijn eerste jaar beduidend minder dan de Nederlandse Bergland Express van The Train Company, die ondanks hogere tarieven in slaapplaatsen voorzag. Op het Europees congres over duurzame mobiliteit en toerisme in Wenen in 2006, ontving de Treski de eerste prijs voor milieuvriendelijk reizen in de categorie verkeer- en transportondernemer. Voor het tweede seizoen van de Treski werd het aantal treinen herleid van dertien naar vier. Ditmaal vertrok de trein vanuit Brussel-Zuid naar Zell am See, en reed voortaan enkel nog in de kerst- en krokusvakantie. In 2007 werden voor het eerst ligrijtuigen type I6 ingelegd. In de krokusvakantie van 2009 konden reizigers ook opstappen in Essen, Antwerpen en Mechelen (via Brussel). Bestemmingen waren Rosenheim, Kufstein, Wörgl, Kirchberg in Tirol, Kitzbühel, St. Johann in Tirol, Fieberbrunn, Saalfelden en Zell am See.
In 2015 sloot de NMBS een samenwerkingsovereenkomst met Railpromo voor de uitbating van de skitrein. De trein reed vanaf Brussel-Zuid naar Antwerpen, en deed nog enkele Nederlandse stations aan alvorens richting Oostenrijk te sporen. In Kufstein werd de trein gesplitst; een deel reed naar Landeck-Zams (met stops in Innsbruck, Ötztal en Imst-Pitztal), een ander deel naar Bischofshofen (met stops in onder andere Kirchberg in Tirol, Kitzbühel, Fieberbrunn en Zell am See). Er werd evenals in de beginjaren éénmaal per week in de weekends van en naar de Alpen gereden. In Nederland was 'Austria Express' de commerciële merknaam voor de Treski. Locomotiefwissels aan de grens waren niet nodig aangezien de trein over de gehele route werd getrokken door een HLE 28. Dat leverde tijdswinst op.
In het winterseizoen 2016-2017 werd de Treski afgeschaft. De NMBS vond geen akkoord met Railpromo om de verbinding verder te zetten en wil ze niet meer zelfstandig uitvoeren.
Reisklassen aan boord waren rijtuigen met coupés van zes personen (comfort privacy), open rijtuigen (comfort friends) en later bijgekomen ligrijtuigen (comfort relax).

## Route en dienstregeling
| HEEN↓ | land       | station          | ↑TERUG |
| ----- | ---------- | ---------------- | ------ |
| 20:57 | België     | Oostende         | 10:10  |
| 21:14 | België     | Brugge           | 09:54  |
| 21:40 | België     | Gent-St-Pieters  | 09:26  |
| 22:24 | België     | Brussel-Zuid     | 08:45  |
| 22:32 | België     | Brussel-Noord    | 08:36  |
| 22:56 | België     | Leuven           | 08:11  |
| 00:01 | België     | Liège-Guillemins | 07:21  |
| 00:24 | België     | Verviers-Central | 06:56  |
| 11:12 | Oostenrijk | Kufstein         | 21:02  |
| 11:27 | Oostenrijk | Wörgl            | 20:47  |
| 11:55 | Oostenrijk | Jenbach          | 20:24  |
| 12:22 | Oostenrijk | Innsbruck        | 19:57  |

| HEEN↓ | land       | station            | ↑TERUG |
| ----- | ---------- | ------------------ | ------ |
| 17:47 | België     | Brussel-Zuid       | 11:10  |
| 18:34 | België     | Antwerpen-Berchem  | 10:34  |
| 19:16 | Nederland  | Roosendaal         | 10:02  |
| 20:01 | Nederland  | Rotterdam Centraal | 09:21  |
| 20:52 | Nederland  | Utrecht Centraal   | 08:36  |
| 21:24 | Nederland  | 's-Hertogenbosch   | 07:59  |
| 22:22 | Nederland  | Venlo              | 07:10  |
| 07:00 | Oostenrijk | Kufstein           | 22:53  |
| 07:30 | Oostenrijk | Wörgl              | 22:36  |

In Wörgl werd de trein gesplitst, en reed een eerste deel verder naar Landeck-Zams, een tweede deel naar Bischofshofen. Tijdens de terugreis werden de rijtuigen opnieuw aan elkaar gekoppeld.
| HEEN↓ | land       | station      | ↑TERUG |
| ----- | ---------- | ------------ | ------ |
| 07:30 | Oostenrijk | Wörgl        | 22:36  |
| 07:49 | Oostenrijk | Jenbach      | 21:32  |
| 08:24 | Oostenrijk | Innsbruck    | 21:19  |
| 09:03 | Oostenrijk | Ötztal       | 20:37  |
| 09:17 | Oostenrijk | Imst-Pitztal | 20:23  |
| 09:43 | Oostenrijk | Landeck-Zams | 19:57  |

| HEEN↓ | land       | station              | ↑TERUG |
| ----- | ---------- | -------------------- | ------ |
| 07:30 | Oostenrijk | Wörgl                | 22:36  |
| 07:51 | Oostenrijk | Westendorf           | 21:52  |
| 08:00 | Oostenrijk | Kirchberg in Tirol   | 21:43  |
| 08:09 | Oostenrijk | Kitzbühel            | 21:33  |
| 08:19 | Oostenrijk | St. Johann in Tirol  | 21:22  |
| 08:28 | Oostenrijk | Fieberbrunn          | 21:12  |
| 08:56 | Oostenrijk | Saalfelden           | 20:46  |
| 09:10 | Oostenrijk | Zell am See          | 20:34  |
| 09:42 | Oostenrijk | Schwarzach-St. Veit  | 19:58  |
| 09:50 | Oostenrijk | St. Johann im Pongau | 19:47  |
| 09:59 | Oostenrijk | Bischofshofen        | 19:34  |